# Parasagitta
Parasagitta (лат.) — род морских беспозвоночных из типа щетинкочелюстных (Chaetognatha). Ведут пелагический образ жизни. Вытянутое цилиндрическое тело подразделено на три отдела: голову, туловище и хвост. На голове расположены два глаза и много длинных острых щетинок, используемых для ловли добычи. Окружённое парными рядами зубов ротовое отверстие открывается на голове терминально. По бокам от туловища отходят две пары плавников. Заостренный хвост несёт один непарный хвостовой плавник. Как и все представители своего типа, Parasagitta протерандрические гермафродиты. Длина тела от 0,6 (Parasagitta popovicii) до 3 см (Parasagitta elegans). Встречаются во всех океанах от тропических до полярных вод. Живут на глубинах от 0 до 800 м. Они безвредны для человека, их охранный статус не оценивался, объектами промысла не являются.

## Классификация
На май 2024 года в род включают 9 видов:
- Parasagitta chilensis (Villenas & Palma, 2006)
- Parasagitta elegans (Verrill, 1873)
- Parasagitta euneritica (Alvariño, 1961)
- Parasagitta friderici (Ritter-Záhony, 1911)
- Parasagitta megalophthalma (Dallot & Ducret, 1969)
- Parasagitta peruviana (Sund, 1961)
- Parasagitta popovicii (Sund, 1961)
- Parasagitta setosa (J. Müller, 1847)
- Parasagitta tenuis (Conant, 1896)